# Kenneth Tsang
Kenneth Tsang, född 5 oktober 1934 i Shanghai, död 27 april 2022 i Hongkong, var en hongkongkinesisk skådespelare och regissör. Han medverkade i mer än 150 filmer och TV-serier. Internationellt är han mest känd som General Moon i Die Another Day (2002), Tsang Kong i The Killer (1989) och Terence Wei i Replacement Killers (1998). Han var från 1995 gift med skådespelerskan Chiao Chiao.